# Утуадо (Порторико)
Утуадо (шп. Utuado) је општина у америчкој острвској територији Порторико, острвској држави Кариба.

## Демографија
По попису из 2010. године број становника је 33.149, што је 2.187 (-6,2%) становника мање него 2000. године.
| Група             | 2000.          | 2010.          |
| Белци             | 198 (0,6%)     | 164 (0,5%)     |
| Афроамериканци    | 410 (1,2%)     | 886 (2,7%)     |
| Азијати           | 35 (0,1%)      | 24 (0,1%)      |
| Хиспаноамериканци | 35.090 (99,3%) | 32.956 (99,4%) |
| Укупно            | 35.336         | 33.149         |